# 空童軍
空童軍是國際童軍運動的成員之一，在童軍組織中另屬於一個支派。與海童軍類似的是，空童軍特別強調飛行主題的計劃，和／或是基於飛行主題的活動。空童軍跟隨著同樣的童軍基礎方法，但是主要的時間是專注於他們的飛行活動。 
空童軍通常穿著基於童軍運動的標準服裝，稍微修改的制服，和／或可能會有另外的布章。
諸多的飛行主題活動都是地面的活動，像是參觀機場和飛行主題相關的博物館、無線電控制模型飛機進行模擬飛行、飛機模型製作或是在機場露營。依照年齡階段，某些國家或是童軍團體的活動會包含跳傘、駕駛輕型飛機、直升機、滑翔機或熱氣球。

## 歷史
首次將飛行為基礎的活動帶入童軍運動中的是羅伯特·貝登堡的弟弟貝登·貝登堡。
1933年的第4次童軍大露營，是第一次納入空童軍的國際活動。同年8月9日，羅伯特·貝登堡參訪了位於匈牙利的空童軍，陪同的有匈牙利童軍總監帕爾·泰萊基和匈牙利空童軍總領袖拉茲洛·阿馬希（《英倫情人》中的著名人物）。

## 外部連結
- . （原始内容存档于2012-09-12）.
- Air Scouts Canberra, ACT, Australia （页面存档备份，存于）